# Mallophora orcina
Mallophora orcina là một loài ruồi trong họ Asilidae. Mallophora orcina được Wiedemann miêu tả năm 1828.